# 人施設論
《人施設論》，为《巴利三藏》中论藏的组成部分，南传上座部佛教典籍。
人施設論，分为十品，论述各种具体的補特伽羅。

## 譯本

### 漢譯
- 郭哲彰譯，漢譯南傳大藏經·人施設論（第50冊），1996，元亨寺妙林出版社

### 英譯
- Bimala Charan Law譯，Designation of Human Types，1924，Bristol: Pali Text Society，SuttaCentral 網路版 （页面存档备份，存于）

## 文獻比較
在《人施設論》的卷首論母中，述敍了六種施設：蘊施設、處施設、界施設、諦施設、根施設、人施設，但本論內容只有人施設。說一切有部《施設論》，在藏譯中，有世間施設、因施設、業施設三種，漢譯唯有世間施設之名與因施設的大部分。在《大毘婆沙論》的引文中，有不屬於以上三種施設的。水野弘元認為，可能還有其他失傳的施設論存在，《人施設論》可能只是一部份而已。